# Mirai e Susume!
Singles de Momoiro Clover Z
Momoiro Punch
(5 août 2009) Ikuze! Kaitō Shōjo
(5 mai 2010)
Mirai e Susume! (未来へススメ!) est le deuxième single indépendant du groupe féminin japonais Momoiro Clover, sorti en 2009.

## Détails du single
Il sort le 11 novembre 2009 en plusieurs éditions dont une régulière (CD seulement) et deux limitées notées A et B (CD et un DVD en supplément). Il atteint la 11e des classements hebdomadaires des ventes de l'Oricon, y reste classé pendant 22 semaines et se vend à 15 292 exemplaires pendant la première semaine de vente et 23 278 au total. Le CD contient la chanson-titre, la chanson face-B Kibun wa Super Girl! et la chanson sortie auparavant en single, Momoiro Punch, version remixée (et instrumentale sur les éditions limitées), tandis que le DVD contient seulement la musique-vidéo de la chanson-titre.
Les deux premières chansons du figureront sur la compilation du groupe Iriguchi no Nai Deguchi (qui ne sort que quatre ans plus tard) tout comme celles du premier single "indie" Momoiro Punch.

## Formation
- Kanako Momota (leader)
- Reni Takagi
- Ayaka Sasaki
- Akari Hayami (sub-leader)
- Momoka Ariyasu
- Shiori Tamai

## Liste des titres
| 1. | Mirai e Susume! (未来へススメ!)                  |  |
| 2. | Kibun wa Super Girl! (気分はSuper Girl!)         |  |
| 3. | Momoiro Punch (tofubeats Remix) (ももいろパンチ) |  |

| 1. | Mirai e Susume! (未来へススメ!)               |  |
| 2. | Kibun wa Super Girl! (気分はSuper Girl!)      |  |
| 3. | Momoiro Punch (instrumental) (ももいろパンチ) |  |

| 1. | Mirai e Susume! (Video Clip) |  |

## Classements
| Chart (2009)                                       | Position |
| -------------------------------------------------- | -------- |
| Oricon Daily Singles Chart                         | 6        |
| Oricon Weekly Singles Chart                        | 11       |
| Billboard Japan Hot Singles Sales                  | 24       |
| Billboard Japan Top Independent Singles and Albums | 4        |